# Ali e radici (Jake La Furia)
Ali e radici è un singolo del rapper italiano Jake La Furia, pubblicato il 12 aprile 2016 come quarto estratto dall'album Fuori da qui.
La canzone ha visto la partecipazione vocale del rapper Fabri Fibra.

## Tracce
1. Ali e radici (feat. Fabri Fibra) – 5:17